# Colin Bell (Fußballspieler, 1961)
Colin Bell (* 5. August 1961 in Leicester) ist ein ehemaliger englischer Fußballspieler und derzeitiger -trainer. Als Spieler war er von 1982 bis 1989, als Trainer anschließend bis 2015 bei deutschen Vereinen tätig. Von 2019 bis 2024 war er Trainer der südkoreanischen Nationalmannschaft der Frauen.

## Stationen als Spieler
Bell begann seine Laufbahn als rechter Verteidiger beim heimischen Klub Leicester City, für den er bis 1982 aktiv war, aber ohne Einsatz im Profiteam blieb. Bells erste Station in Deutschland war zwischen 1982 und 1984 der VfL Hamm/Sieg, mit dem er in der Saison 1982/83 aus der Oberliga Südwest abstieg. Nach dem verpassten Wiederaufstieg in der Saison 1983/84 wechselte er den Verein und spielte jeweils eine Saison für die Drittligisten TuS Schloß Neuhaus und FV Bad Honnef. Während seiner Zeit in Schloß Neuhaus wirkte er in vier Spielen ohne Berechtigung mit. Diese vier gewonnenen Partien wurden später in 0:2-Niederlagen umgewertet. 1986 kehrte er zum VfL Hamm/Sieg zurück, mit dem er in der Oberliga Südwest nur drei Punkte hinter dem Meister Eintracht Trier blieb. Bells gute Leistungen blieben bei der Konkurrenz nicht unbemerkt und so wechselte er 1987 zum rheinhessischen Konkurrenten 1. FSV Mainz 05, mit dem er 1988 in die Zweite Bundesliga auf-, ein Jahr darauf aber wieder abstieg.

## Stationen als Trainer
Seine Trainerlaufbahn begann er 1989 bei der TuS Koblenz, bei der er bis 1997 tätig war. Bell wechselte anschließend als Jugend- und Co-Trainer zum 1. FC Köln und später als Trainer zu Dynamo Dresden. Im Jahre 2000 absolvierte er einen Kurzeinsatz als Co-Trainer von SV Waldhof Mannheim sowie beim VfL Hamm/Sieg (2000/01) und kam im Jahr 2005 über die Amateure des 1. FSV Mainz 05, mit denen er in die Regionalliga aufstieg und viermal den Südwestpokal gewann, zu Preußen Münster. Als Nachfolger von Hans-Werner Moors wurde Bell am 21. November 2005 nach dem Sturz auf einen Abstiegsplatz beim SC Preußen entlassen. Kurioserweise trat Moors – mit seinem insgesamt vierten Engagement bei den Preußen – auch Bells Nachfolge an.
Bell war anschließend als Leiter des Jugendleistungszentrums bei der TuS Koblenz tätig. Er führte die U-19 der TuS in der Saison 2006/07 zur Meisterschaft der A-Junioren-Regionalliga Südwest. Von Dezember 2008 bis Ende der Saison 2008/09 war er zweiter Co-Trainer von Uwe Rapolder bei der Zweitligamannschaft; gleichzeitig war er für die U-23-Mannschaft der TuS verantwortlich, mit der er kontinuierlich nach dem Neuaufbau von der Kreisliga D Koblenz bis zur Bezirksliga Mitte des Fußballverbandes Rheinland jedes Jahr aufstieg und auch dort in der Saison 2009/10 um den Aufstieg zur Rheinlandliga (Verbandsliga Rheinland) mitspielte.
Bell war anschließend von 2011 bis 2013 Trainer des Frauen-Bundesligisten SC 07 Bad Neuenahr. Seinen Vertrag, der ursprünglich bis zum Sommer 2015 datiert war, ließ er im Frühjahr 2013 aufheben.
Am 1. Juli 2013 wurde Bell neuer Cheftrainer des 1. FFC Frankfurt. Mit dem FFC gewann er im Jahre 2015 als erster ausländischer Trainer die UEFA Women’s Champions League. Anfang Dezember 2015 einigten sich der FFC und Bell, das Arbeitsverhältnis zum Jahresende zu beenden. Am selben Tag unterschrieb er beim norwegischen Vizemeister Avaldsnes IL einen ab 1. Januar 2016 laufenden Einjahresvertrag mit Option auf ein weiteres Jahr. Im Juli 2016 wechselte Bell aus familiären Gründen vorzeitig zurück nach Deutschland und trainierte die Frauenfußballmannschaft des SC Sand. Sein Vertrag lief bis 2019 und enthielt eine Ausstiegsklausel, falls die Übernahme einer Nationalmannschaft im Raum stünde. Davon machte Bell ein halbes Jahr später Gebrauch und war ab 13. Februar 2017 Trainer der irischen Frauennationalmannschaft. Am 29. Juni 2019 trat Bell nach zwei Jahren als Nationaltrainer der Irischen Frauenfußballnationalmannschaft zurück und unterschrieb anschließend einen Vertrag als Co-Trainer beim Premier-League-Absteiger Huddersfield Town.
Nach dem frühen Ausscheiden der südkoreanischen Frauennationalmannschaft bei der Fußball-WM 2019 wurde er als deren neuer Cheftrainer verpflichtet. Mit ihm qualifizierte sich das Team für die WM 2023. Dort hatten die Südkoreanerinnen nach Niederlagen gegen Kolumbien (0:2) und Marokko (0:1) keine Chance mehr die K.-o.-Runde zu erreichen. Im letzten Spiel gelang dann noch ein 1:1 gegen Deutschland, wodurch die deutsche Mannschaft auch und erstmals nach der Vorrunde ausschied. In der Qualifikation für die Olympischen Spiele 2024 verloren die Südkoreanerinnen zwar kein Spiel, mit einem Sieg und zwei Remis belegten sie hinter Nordkorea, das später an Japan scheiterte, in der zweiten Runde aber nur den zweiten Platz. Im Juni 2024 wurde sein Vertrag im gegenseitigen Einvernehmen beendet.

## Privates
Bell ist verheiratet und hat einen Sohn. Er bekennt sich zum christlichen Glauben.

## Erfolge
- DFB-Pokal-Sieger 2013/14
- UEFA-Women’s-Champions-League-Sieger 2014/15